# Salassa (insecto)
Salassa es un género de lepidóptero ditrisio de la familia Saturniidae, el único de la subfamilia Salassinae. Se distribuyen por Asia.

## Especies
- Salassa arianae Brechlin & Kitching, 2010
- Salassa belinda Witt & Pugaev, 2007
- Salassa bhutanensis Brechlin, 2009
- Salassa bhutanensis Brechlin, 2009
- Salassa daxuensis Brechlin, 2015
- Salassa excellens Bryk, 1944
- Salassa fansipana Brechlin, 1997
- Salassa iris Jordan, 1910
- Salassa kitchingi Brechlin, 2010
- Salassa lemaii Le Moult, 1933
- Salassa lola (Westwood, 1847)
- Salassa megastica Swinhoe, 1894
- Salassa meisteri Brechlin, 2010
- Salassa mesosa Jordan, 1910
- Salassa olivacea Oberthuer, 1890
- Salassa parakatschinica Brechlin, 2009
- Salassa pararoyi Brechlin, 2009
- Salassa paratonkiniana Brechlin, 2009
- Salassa royi Elwes, 1887
- Salassa siriae Brechlin & van Schayck, 2015
- Salassa thespis (Leech, 1890)
- Salassa tibaliva Chu & Wang, 1993
- Salassa tonkiniana Le Moult, 1933
- Salassa vanschaycki Brechlin, 2015
- Salassa wumengensis Brechlin, 2015
- Salassa yunlongensis Brechlin, 2015